# Pierre és Marie Curie Egyetem
A Pierre és Marie Curie Egyetem franciául: Université Pierre-et-Marie-Curie egy francia egyetem volt, amelyet 1971. január 1-jén hoztak létre. 2018. január 1-jén olvadt össze a Sorbonne Egyetemmel. Az összevonásról szóló rendelet 2017. április 21-én jelent meg.

## Híres oktatók
- Bálint István, romániai magyar matematikus, egyetemi tanár

## Híres diplomások
- Stanislas Dehaene, francia pszichológus
- Gérard Grisey, francia kortárs zeneszerző
- Vida Rolland, informatikus, egyetemi oktató
- Wendelin Werner, francia matematikus